# Monastère Ratisbonne
Le monastère Ratisbonne de Rehavia, à Jérusalem, en Israël, est un monastère fondé par Alphonse Ratisbonne pour la congrégation de Notre-Dame de Sion et construit par l'architecte Daumat en 1874.

## Historique
En 1843, Alphonse Ratisbonne et son frère Marie-Théodore, tous deux juifs alsaciens, convertis au catholicisme et entrés dans les ordres, fondent la congrégation Notre-Dame de Sion. En 1856, est établi le couvent Ecce Homo des sœurs de Sion sur la Via Dolorosa dans la vieille ville de Jérusalem. En 1874, l'orphelinat Saint Pierre de Sion est fondé sous le couvent.  
En 1984, l'Institut catholique de Paris le renomme Institut Saint-Pierre de Sion – Ratisbonne, Centre chrétien d’études juives (CCEJ). En juin 1995, monseigneur Andrea di Montezemolo, nonce apostolique en Israël (en) supervise l'institution. En 1998, le centre devient un institut pontifical. Trois ans plus tard, en 2001, le centre est fermé. En 2004, les Salésiens de Saint-Jean-Bosco de Crémisan emménagent dans le monastère qui devient le Studium Theologicum Salesianum (STS).